# El mesías de Dune
El mesías de Dune es una novela de ciencia ficción de Frank Herbert, la segunda en la saga de Dune.

## Sinopsis
El mesías de Dune es la continuación de Dune que había sido escrita en 1964. Frank Herbert continúa la historia de Paul-Muad'Dib, el joven heredero al Ducado de la Casa Atreides. Han pasado doce años, gracias a su victoria en la Batalla de Arrakeen ha tomado el control del Imperio del millón de Mundos de las manos del emperador Shaddam IV de la Casa Corrino, y se han librado dos cruzadas en los mundos del imperio para extender la religión Fremen. 
Esta historia se centra en el nuevo Imperio Estelar Fremen, con la Bene Gesserit, la Cofradía Espacial, los Bene Tleilax, la princesa consorte Irulan Corrino y los Fremen rebeldes al Quizarato, que ven como el nuevo imperio diluye su cultura y costumbres ancestrales, en un complot para tomar el control del Imperio. La Bene Tleilax usará a sus Danzarines Rostro para manipular a los Fremen Rebeldes, que usarán atómicas e intrigas para asesinar a Paul, y echarle la culpa a su concubina Chani, aunque el ataque finaliza con un Paul ciego, quemados sus ojos por la radiación. Chani espera el segundo hijo de la pareja (el primero murió violentamente en la primera novela) y la princesa Irulan, esposa de Paul y celosa del amor que éste profesa por su concubina, la envenena durante su embarazo, lo que provocará en ésta un consumo exagerado de melange que puede afectar a los fetos, puesto que finalmente se descubre que espera gemelos. Los Tleilaxu, mientras tanto, esperan chantajear a Paul en una pirueta final restaurando las memorias originales del ghola Hayt, creado en los tanques axlotl a partir de células de su amigo y maestro Duncan Idaho. Hayt fue regalado como presente a Paul con objeto de envenenarlo psíquicamente y crear en él un dilema ético tras la muerte durante el parto de Chani, su amada concubina: la restauración de sus memorias originales hacen posible su resurrección como una ghola.